# Karin Olsson (bobsleistka)
Karin Margareta Olsson (ur. 6 sierpnia 1975 w Klippan) – szwedzka bobsleistka, olimpijka

## Kariera sportowa
Wystąpiła w dwójkach bobslejowych w parze z Liną Engren na igrzyskach olimpijskich w 2002 w Salt Lake City, gdzie zajęły 14. miejsce.
Zajęła 16. miejsce w konkurencji dwójek na mistrzostwach świata w 2008 w Altenbergu (jej partnerką była Lina Quick).

## Rodzina
Jej matka Gunhild Olsson była lekkoatletką, płotkarką i sprinterką, uczestniczką igrzysk olimpijskich w 1972 w Monachium.